# النقش على الخشب بالمغرب
النقش على الخشب هو صناعة يدورية تقليدية عريقة بالمغرب، يشكل جزء من العمارة المغربية التقليدية. يهتم المغرب بتطوير هذه الصناعة باعتبارها تراثا مغربييا عريقا. 

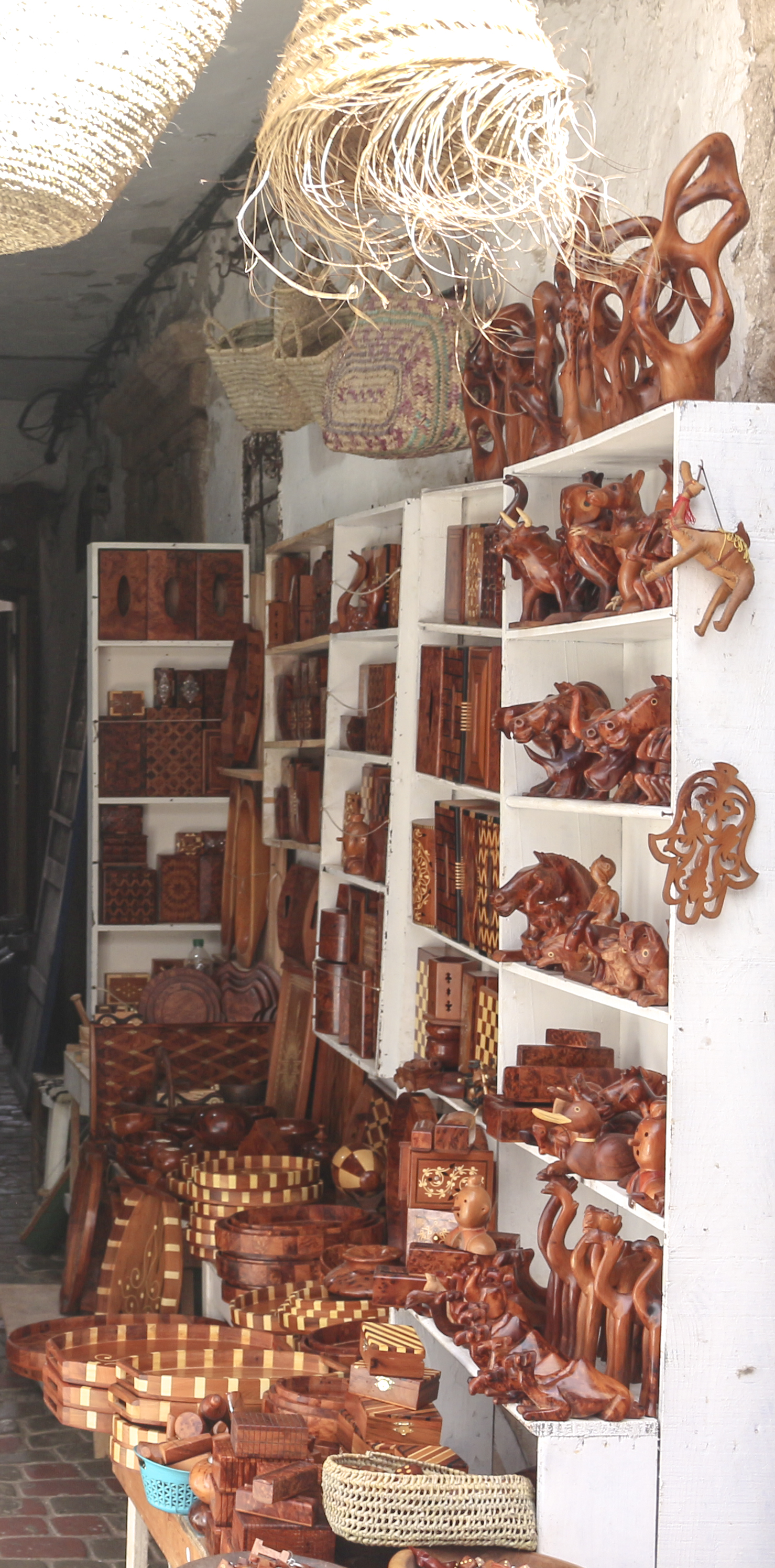
منتجات خشبية من مدينة الصويرة

## الاستعمالات
يستعمل النقش على الخشب بالمغرب لصناعة الأثاث أو الديكورات الفخمة، وأيضا لتزيين المنازل والفنادق والمطاعم الفخمة. 

### العمارة
يستعمل فن النقش على الخشب لتزيين الأسقف المعروف بال"الجايزة" وتزيين الجدران. 

### الديكور
أما في مجال الديكور فيتم إنتاج لوحات الشطرنج، والأواني، والكراس والآلات الموسقية، والتماثيل، والأقنعة. 

### الأثاث
يستعمل النقش على الخشب لإنتاج الأثات المغربي التقليدي، ويتم تطعيمه في الكثير من الأحيان بمواد متعددة، مثل العاج والفضة والنحاس والعظام.

## التاريخ
يعود تاريخ النقش على الخشب بالمغرب إلى عهد الدولة الإدريسية خلال القرن السابع عندما استعمل لبناء معالم مدينة فاس.

## المادة الأولية
من العوامل التي ساهمت في تطور فن النقش على الخشب في المغرب هو توفر المغرب على غطاء نباتي متنوع مثل أشجار الأرز والصنوبر والزان والزيتون والعرعار. 

## الانتشار
ينتشر فن النقش على الخشب في جميع المدن المغربية العريقة، وتختلف أنواع الخشب المتعملة حسب المدن، مثل خشب الأرز بمدينة فاس ومكناس، وخشب العرعار بمدينة آسفي ومراكش والصويرة. 

## معرض الصور

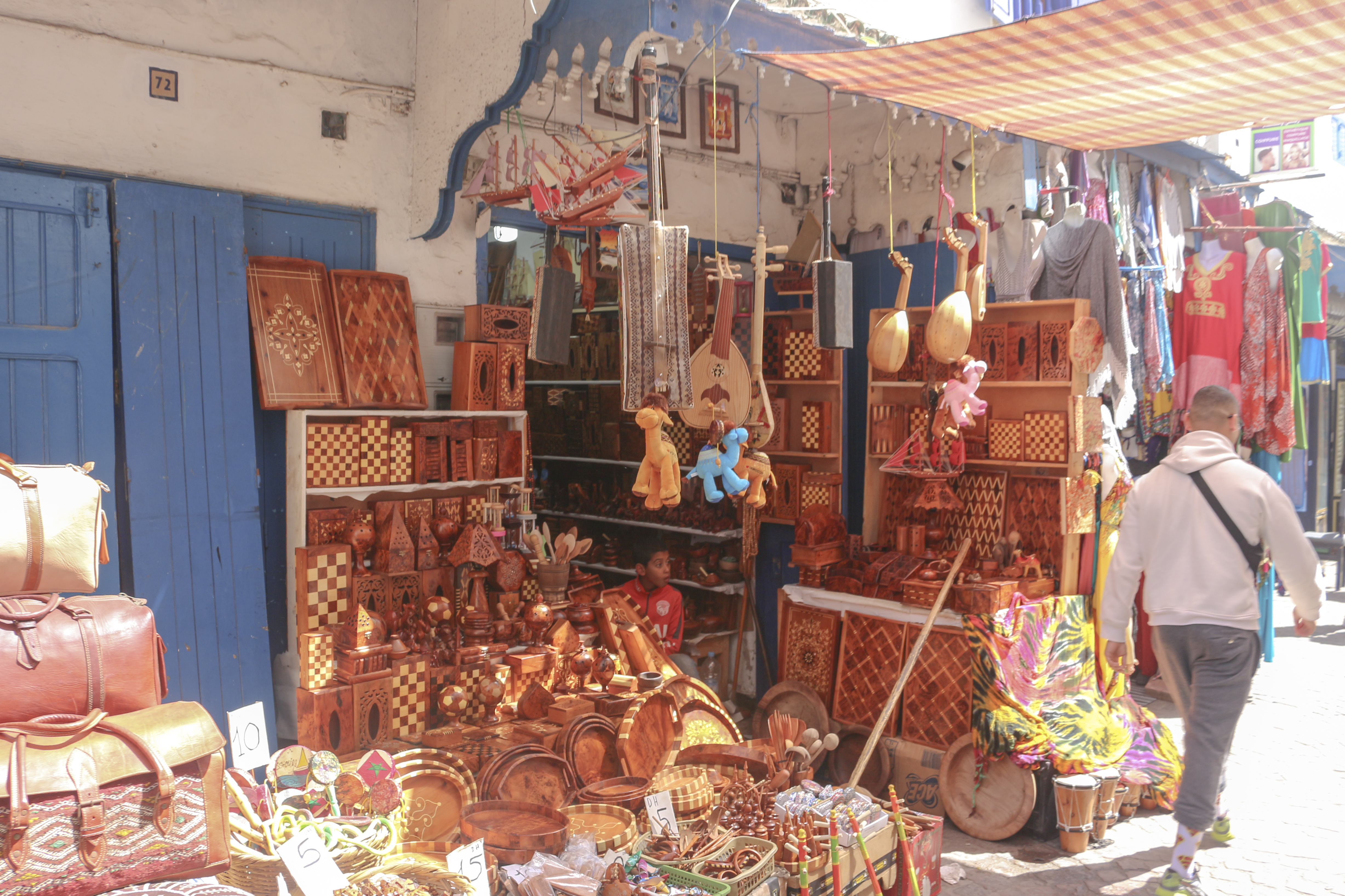
متجر لبيع منتجات الخشب التقليدية بمدينة الصويرة.
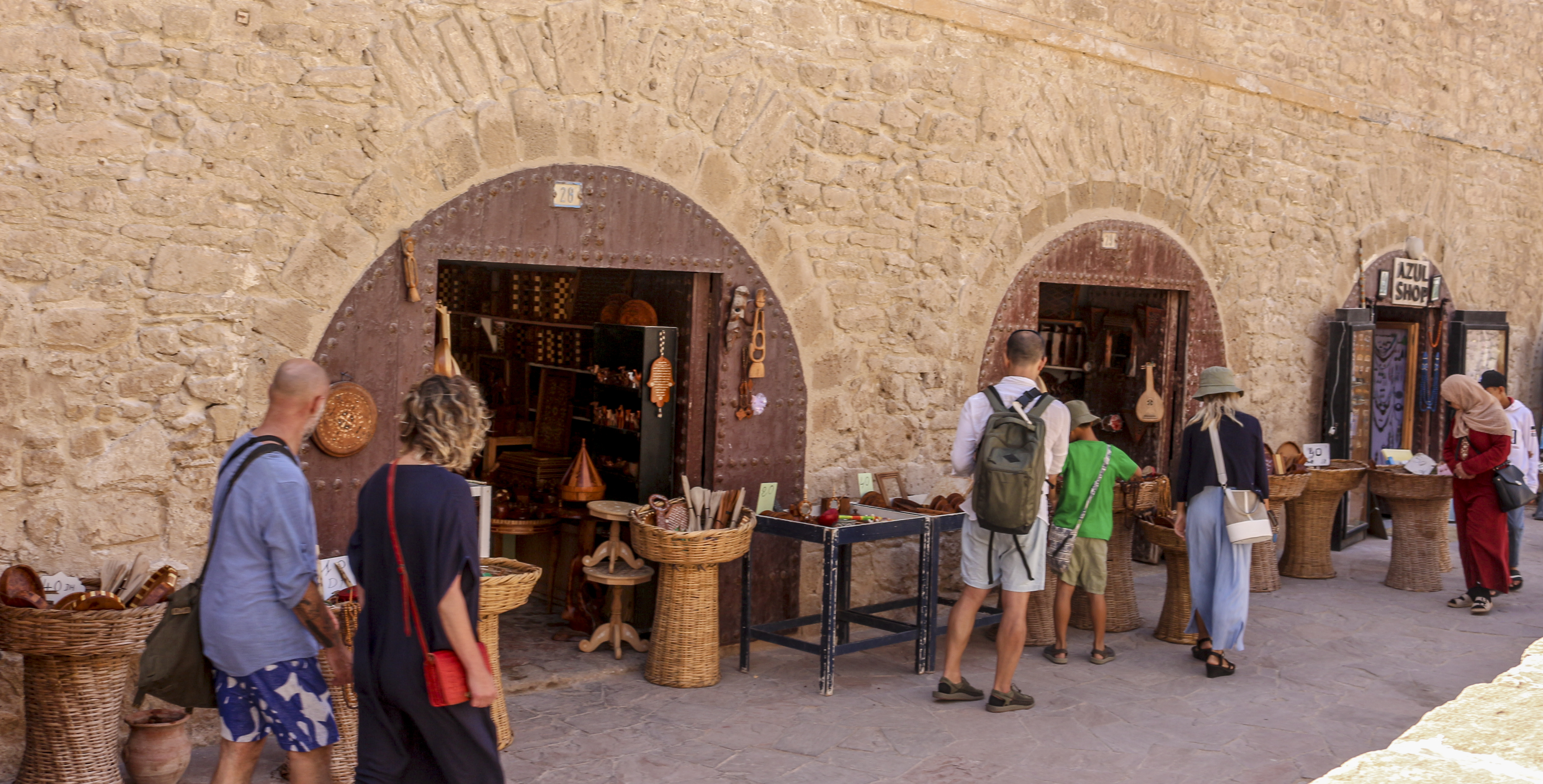
متاجر لبيع منتجات خشبية بالصويرة.